# Gare de Cesate
La gare de Cesate (en italien, Stazione di Cesate) est une gare ferroviaire italienne de la ligne de Milan à Saronno, située à l'Ouest de la ville de Cesate dans la province de Milan en région de Lombardie.
C'est une gare Ferrovie Nord Milano (FNM) desservie par des trains Trenord du Service ferroviaire suburbain de Milan : lignes S1 et S3.

## Situation ferroviaire
Établie à environ 194 mètres d'altitude, la gare de Cesate est située au point kilométrique (PK) 16 de la ligne de Milan à Saronno, entre les gares de Garbagnate-Milanese et de Caronno-Pertusella.

## Service des voyageurs

### Accueil
Gare voyageurs Ferrovienord, elle dispose d'un bâtiment voyageurs, avec guichet et automate pour l'achat de titres de transport. 
Un souterrain permet la traversée des voies et l'accès aux quais.

### Desserte
Cesate est desservie par des trains Trenord du service ferroviaire suburbain de Milan : lignes ligne S1, relation Lodi - Saronno et  ligne S3, relation Milan-Cadorna - Saronno

### Intermodalité
Un parking pour les véhicules y est aménagé.